# Myotis alcathoe

profilo del cranio

Il vespertilio di Alcatoe (Myotis alcathoe  von Helversen & Heller, 2001) è un pipistrello della famiglia dei Vespertilionidi diffuso in Europa.

## Etimologia
Il termine specifico fa riferimento alla figura mitologica di Alcatoe, figlia di Minia, che avendo rifiutato le attenzioni di Dioniso fu da questi trasformata in pipistrello.

## Descrizione

### Dimensioni
Pipistrello di piccole dimensioni, con la lunghezza della testa e del corpo tra 39 e 44 mm, la lunghezza dell'avambraccio tra 31 e 33 mm, la lunghezza della coda tra 36 e 37 mm, la lunghezza delle orecchie tra 13 e 14 mm e un peso fino a 6 g.

### Aspetto
Le parti dorsali sono bruno-rossastre, mentre le parti ventrali sono brunastre. Il muso è corto, bruno o rosa sporco e ricoperto densamente di peli. Una zona glabra è presente intorno agli occhi. Le orecchie sono corte, strette, con la metà superiore del margine esterno diritta, un incavo all'incirca a metà della sua lunghezza e di color brunastro, più chiare alla base della superficie interna. Il trago è lungo meno della metà del padiglione auricolare. Le membrane alari sono brunastre e attaccate posteriormente alla base dell'alluce. La coda è lunga ed inclusa completamente nell'ampio uropatagio. I piedi sono piccoli, il calcar è sottile e privo di lobi di rinforzo. Il pene è stretto e senza rigonfiamenti in punta. Il cariotipo è 2n=44 Fna=52.

### Ecolocazione
Emette ultrasuoni ad alto ciclo di lavoro con impulsi di breve durata a frequenza modulata iniziale di 130 kHz e finale di 45 kHz.

## Biologia

### Comportamento
In estate si rifugia all'interno di alberi cavi e in grotte in gruppi numerosi, mentre in inverno entra in ibernazione probabilmente in ambienti sotterranei.

### Alimentazione
Si nutre di insetti catturati in prossimità di corsi d'acqua all'interno di piccole vallate.

### Riproduzione
Femmine che allattavano sono state catturate in Germania durante il mese di giugno.

## Distribuzione e habitat
Questa specie è diffusa in Spagna settentrionale, Francia, Inghilterra settentrionale e meridionale, Svizzera occidentale, Austria sud-orientale, Germania sud-occidentale e centrale, Svezia meridionale, Polonia meridionale, Ucraina occidentale, Repubblica Ceca, Slovacchia, Ungheria settentrionale, Albania meridionale, Montenegro, Romania, Bulgaria, Grecia e Turchia europea. Recentemente in Italia è stato segnalato all'interno del Parco nazionale della Majella, del Parco nazionale d'Abruzzo, Lazio e Molise, nel Parco nazionale del Cilento, Vallo di Diano e Alburni e nel Parco Nazionale dell'Appennino Lucano. Probabilmente è presente anche in Serbia, Belgio e Paesi Bassi.
Vive nelle foreste umide decidue e miste, nelle foreste di palude e ripariali ma anche in zone rurali e ambienti urbani fino a 2.000 metri di altitudine.

## Conservazione
La IUCN Red List, considerato che questa specie è stata scoperta recentemente ed è difficile da distinguere dalle altre forme di Myotis, classifica M.alcathoe come specie con dati insufficienti (DD).